# Tour Défense 2000
Tour Défense 2000 (znany także pod nazwą Tour PH3) – wieżowiec położony w La Défense, w Paryżu, o wysokości 134 metrów. Jest jednym z najwyższych budynków mieszkalnych we Francji. Wieżowiec został zbudowany w okresie od kwietnia 1971 roku do listopada 1974. Jego sukces jako miejsce zamieszkania nie był natychmiastowy. Dwa lata po jego otwarciu tylko jedna czwarta z wszystkich dostępnych lokali została sprzedana. W porównaniu do innych budynków w dzielnicy, Tour Défense 2000 jest względnie izolowany, a tym samym rozciąga się z niego piękny widok panoramiczny na Paryż.
W sumie w budynku znajduje się 308 apartamentów zajmujących wszystkie 47 pięter, których powierzchnia waha się pomiędzy od 19 m² do 140 m², budynek zamieszkuje około 700 osób.